# Camp de prisonniers de Tampere
Le camp de prisonniers de Tampere  (finnois : Tampereen vankileiri) ou camp de prisonniers de Kalevankangas  (finnois : Kalevankankaan vankileiri) est une prison située à  Tampere en Finlande à la fin de la bataille de Tampere. Il a fonctionné d'avril à septembre 1918.

## Histoire
Le camp est ouvert en avril 1918, dans une ancienne caserne russe sur la moraine de Kalevankangas, par les gardes blancs pour emprisonner les gardes rouges.
Le camp a reçu environ 10 000 gardes rouges dont 1 362 y sont morts.